# Oleksandr Kouzmouk
Oleksandr Kouzmouk, en ukrainien : Олександр Іванович Кузьмук, est un homme politique ukrainien né le 17 avril 1954.

## Biographie
Il a été militaire de 1975 à 2019. Entre 1995 et 1996 il commandait la Garde nationale de l'Ukraine. Il entrait ensuite en politique et devint ministre de la défense du gouvernement Poustovoïtenko, du gouvernement Iouchtchenko, vice premier ministre du gouvernement Ianoukovytch II et député des IVe, VIe et VIIe rada d'Ukraine.

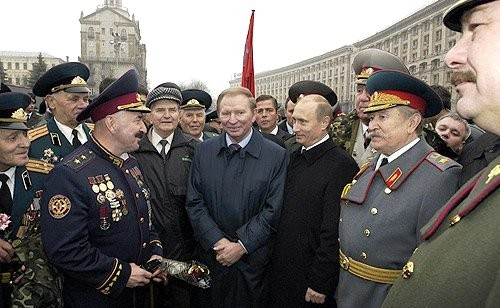
Avec Leonid Koutchma et Vladimir Poutine en 2004 pour les 60 ans de la libération de l'Ukraine.
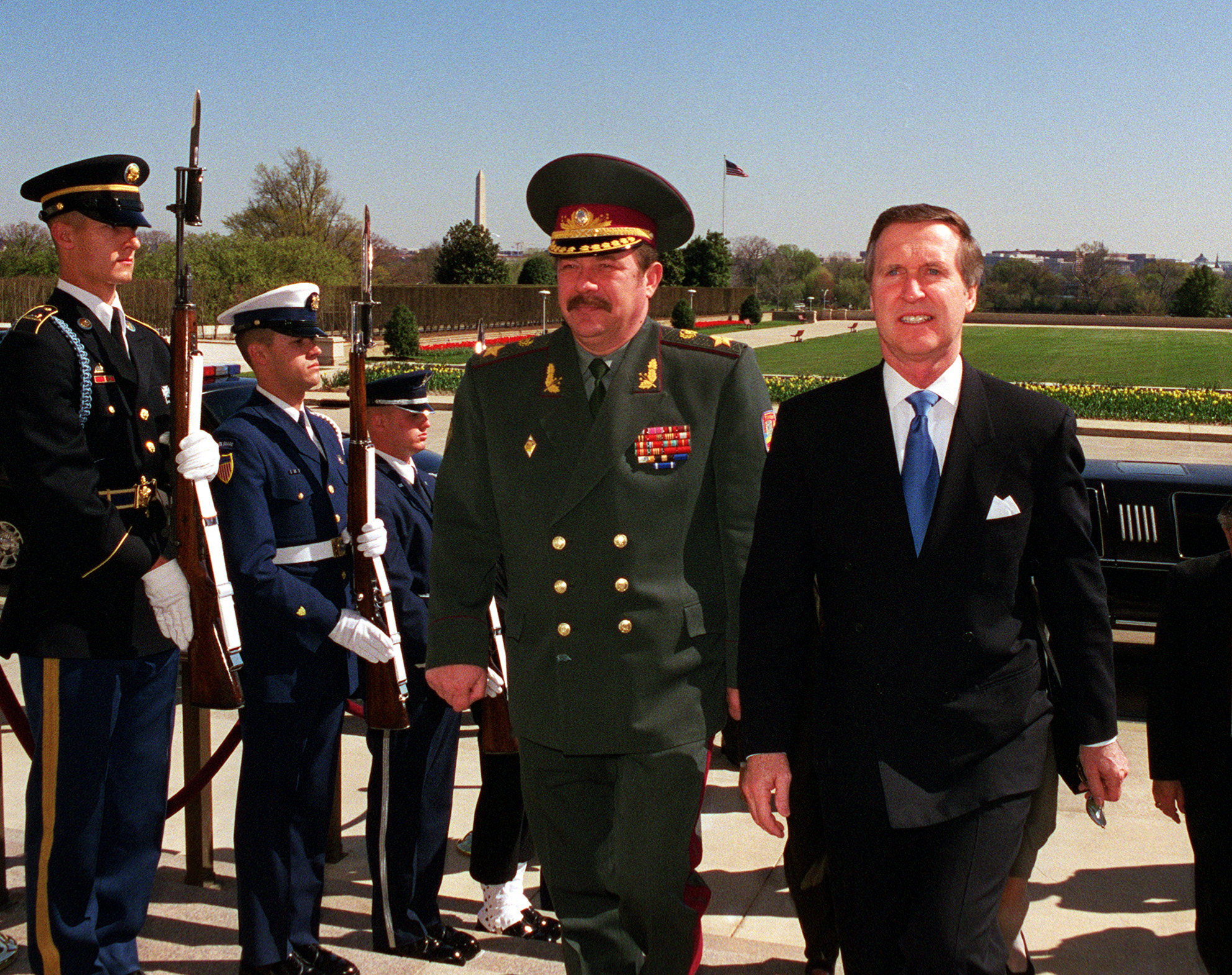
Avec William Cohen en 2000.
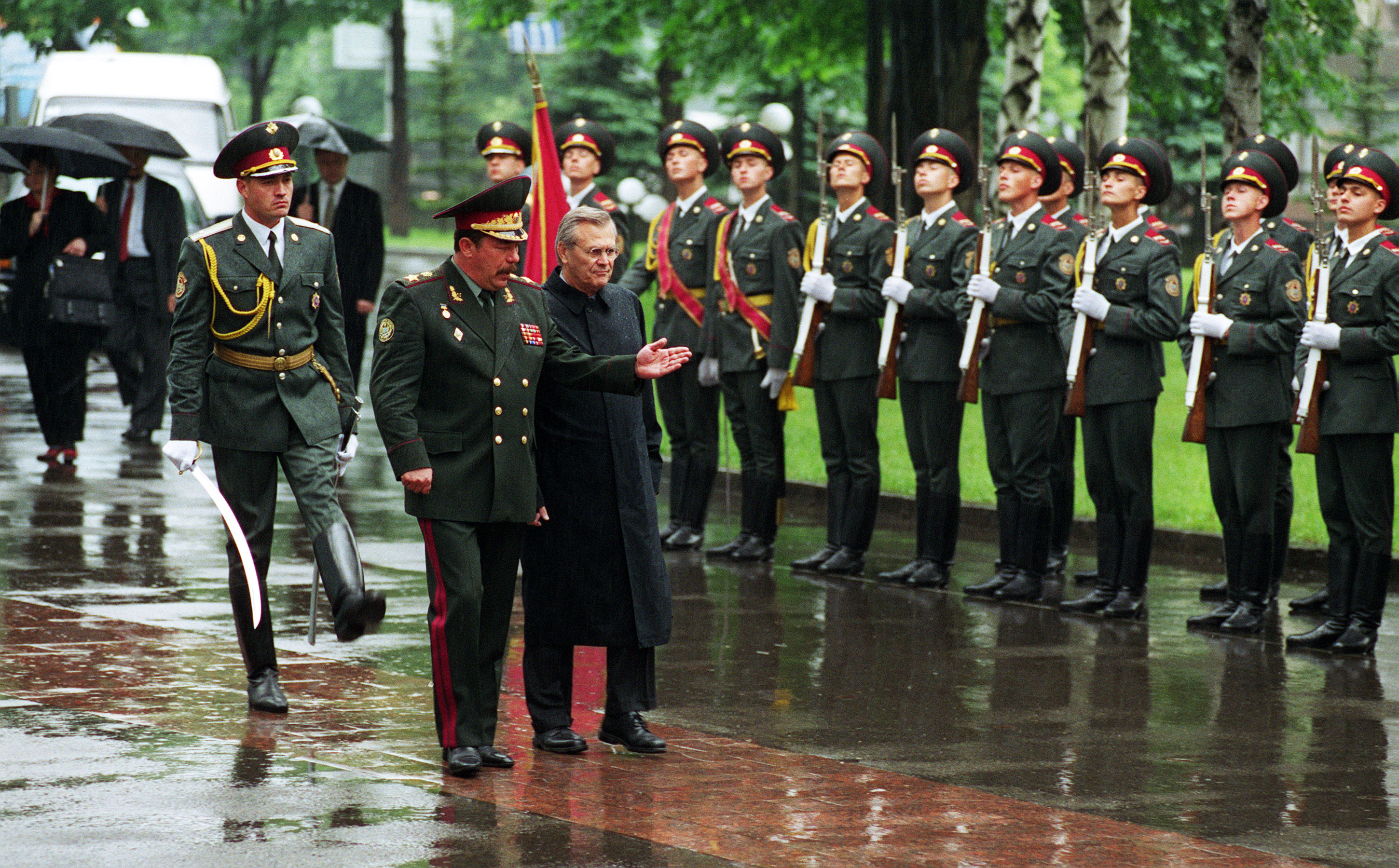
Avec Donald Rumsfeld en 2001.